# 겐리흐 야고다
겐리흐 그리고리에비치 야고다(러시아어: Ге́нрих Григо́рьевич Яго́да, 1891년 11월 7일~1938년 3월 15일)는 소련의 정치인으로 스탈린 치하의 소련의 공안기관인 내무인민위원회의 위원장이었다.

## 초기 이력
야고다는 러시아 제국 야로슬라블현 리빈스크의 유대인 시계 제작자와 러시아인 어머니 사이에서 태어났다. 본명은 게나흐 게르셰노비치 야고다(러시아어: Генах Гершенович Ягода)이다. 1907년 볼셰비키에 가담하였고, 10월 혁명 이후 체카에서 두각을 나타내기 시작했다. 그리하여 수장인 펠릭스 제르진스키 아래서 제2부부장이 되었다.
제르진스키가 죽은 뒤에는 뱌체슬라프 멘진스키 아래서 부위원장이 되었다. 멘진스키의 건강이 악화되어 야고다는 1920년대 말에 실질적으로 내무인민위원회를 지휘하게 되었으나 1931년에는 제2위원장으로 지위가 강등되었다.

## 내무인민위원장
1934년 7월 10일, 멘진스키가 죽은 지 2달 만에 야고다를 내무인민위원장으로 임명되었는데 야고다는 도박과 엽색행각으로 악명을 떨쳤다. 또한 이후 그가 숙청될 때 멘진스키를 독살했다는 항목이 죄목에 있었다는 것으로 볼 때, 세르게이 키로프의 암살에도 그가 개입했다는 의혹이 있다.
야고다는 스탈린의 대숙청의 시발점이 된 1936년 지노비예프 등이 기소된 첫 번째 모스크바 각본 재판을 연출하였고 또한 강제수용소인 굴락을 처음으로 설립했다. 그러나 1936년 야고다는 내무인민위원회의 위원장직에서 해임되었고 그 뒤를 니콜라이 예조프가 이어 대숙청을 실행하였다.

## 몰락
내무인민위원회에서 물러난 후, 야고다는 우편통신부의 장관이 되었으나 1937년 3월 스탈린의 명령에 의해 체포되었다.
야고다는 이전의 카를 라데크 등이 기소된 공개 각본재판에서 이들의 죄목은 단지 스탈린의 정적이었기 때문이라는 것을 암시하는 발언을 해 스탈린의 진노를 샀다. 또한 야고다는 8년 전에도 부하린에 동조하는 모습을 보여 스탈린의 눈밖에 났었다. 1938년 3월, 야고다는 소위 "21명의 재판"에서 국가에 대한 반역 및 음모행위로 사형을 선고받았다.
야고다는 재판 직후 바로 처형되었다. 당시 위원장이었던 니콜라이 예조프는 간수에게 명령하여 처형전에 야고다를 모욕하기 위해 벗기고 심하게 구타했다고 한다. 예조프 또한 2년후 신임 부장인 라브렌티 베리아의 명령으로 야고다와 똑같은 길을 걸어 처형되었고, 베리아도 스탈린 사후 권력투쟁에서 패해 마찬가지로 처형되었다.